# Светлая Дача
Светлая Дача (укр. Світла Дача) — посёлок в Снигирёвском районе Николаевской области Украины.
Основано в 1919 году. Население по переписи 2001 года составляло 360 человек. Почтовый индекс — 57353. Телефонный код — 5162.

## Местный совет
57355, Николаевская обл., Снигирёвский р-н, с. Червоная Зирка, ул. Ленина, 55